# Мечеть Хазрат-Хізр
Мечеть Хазрат-Хізр (узб. Hazrati Xizr masjidi, Хазраті Хізр масжіді) — мусульманська культова споруда в Самарканді на південній околиці Афрасіаба. Мечеть названа в честь пророка Хізра — покровителя мандрівників, легендарного володаря «живої води». Пам'ятка знаходиться на перетині вулиць Шахізінда і Ташкентської.
У 2018 році на території мечеті був відкритий мавзолей першого Президента Республіки Узбекистан Іслама Карімова.

## Історія

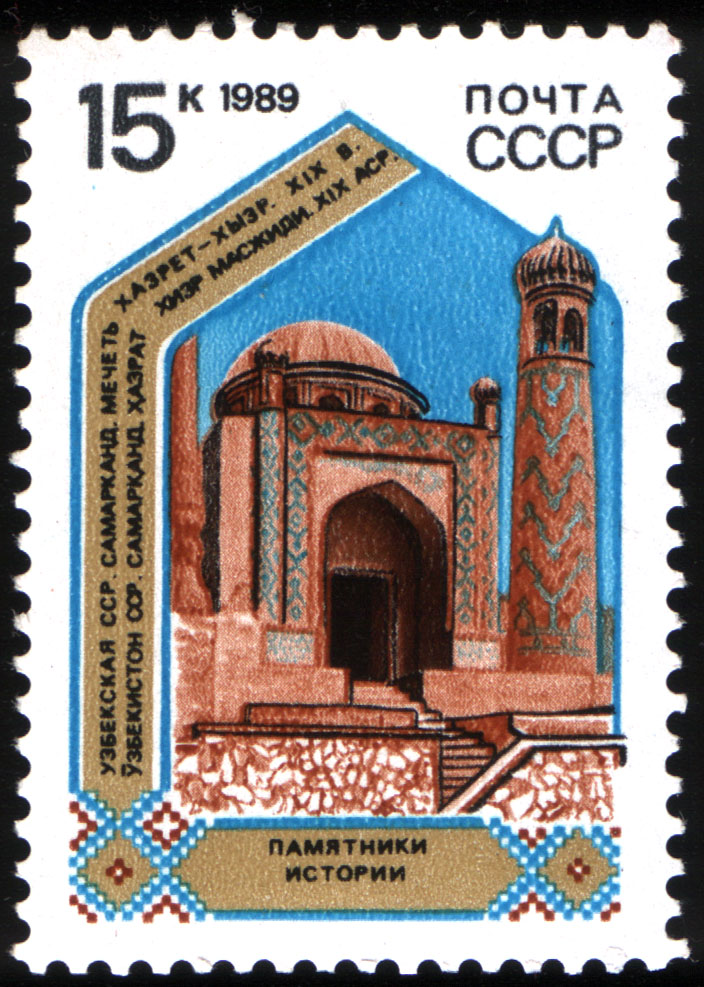
Поштова марка СРСР, 1989 рік

Мечеть вперше згадується в період арабського завоювання Согдіани (початок VIII століття). За легендою, після взяття Самарканда військами Кутайби в 712 році араби намагалися затопити міську фортецю, перекривши греблею канал Джуї-Арзіз. Однак з неба спустилася величезна біла птиця, яка зруйнувала греблю. На честь цієї події один із сподвижників Кутайби Мухаммад-ібн-Васі побудував на місці шанованого согдійцями зороастрийського храму на південному краю Афрасіаба біля Залізних воріт мечеть Хазрат-Хізр. Проте мечеть була повністю зруйнована в 1220 році під час монгольського завоювання.
Нинішня мечеть була побудована на древньому фундаменті в 1854 році. У 1884 році в будівлі було проведено оздоблювальні роботи і перебудови. У 1899 році був перероблений айван мечеті й прибудована дарвазахана. Після зведення вхідного порталу й східного мінарету, та перекриття дарвазахана ребристим куполом відомим самаркандським майстром Абдукадиром біні Бакі (Абдукадиром Бакієвим) у 1919 році, роботи були завершені.

## Архітектура
Мечеть Хазрат-Хізр є яскравим прикладом народної архітектури самаркандської школи. Є прямокутною спорудою в плані, її розміри складають 30х16 метрів. Композиція мечеті асиметрична. Основними її елементами є квадратна в плані зимова ханака, перекрита куполом, і колонний айван. У центральній частині її західного боку розташований міхраб з худжрами по обидва боки. До мечеті збоку прибудовані квадратний у плані вестибюль з ребристим куполом на многогранному барабані (дарвазахана) і портал, прикрашений вежами-гульдаста, з різьбленими дерев'яними дверима XIX століття. Окремо від будівлі розташований витончений східний мінарет. Із західного боку у фасад мечеті вписана вежа-гульдаста, що врівноважує мінарет. У декорі мечеті присутні стельові розписи, кирми на панелях, різьблений ганч в орнаментах і медальйонах, ганчові виливки в обрамленнях і сталактитовому карнизі.

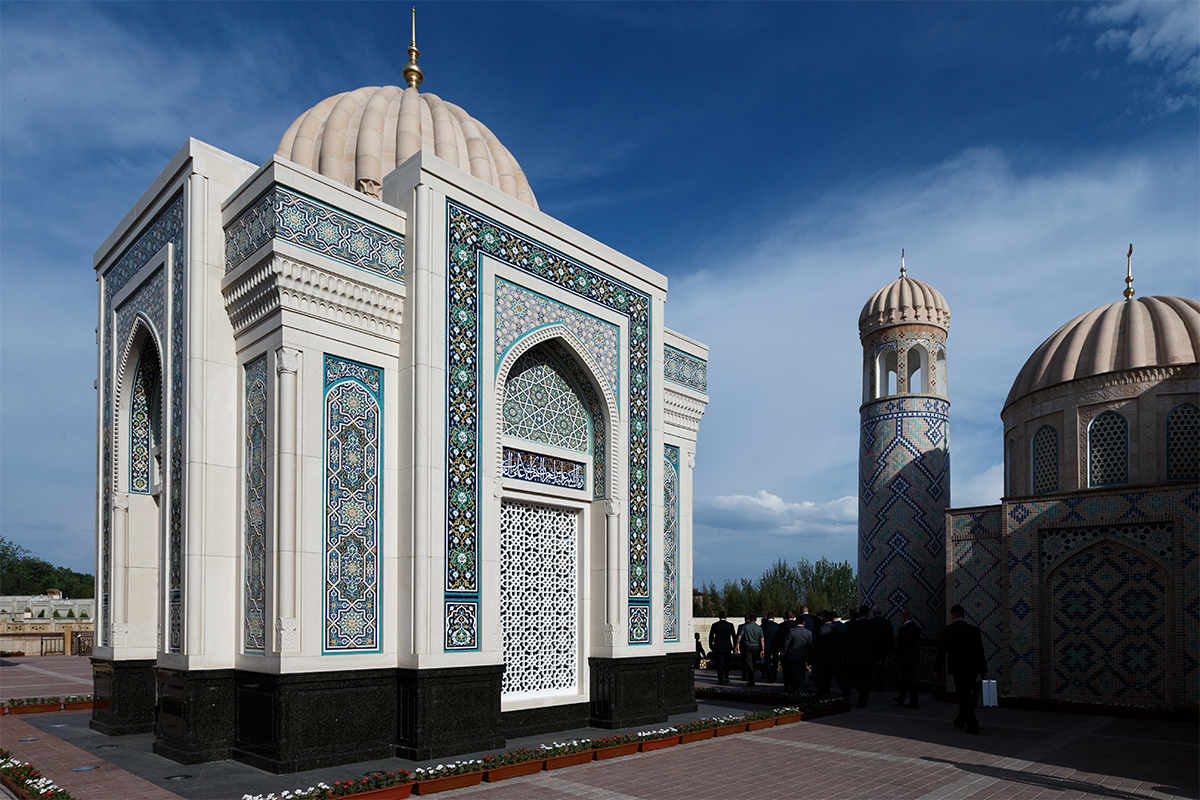
Мавзолей Іслама Карімова

## Мавзолей Іслама Карімова
3 вересня 2016 року на території мечеті Хазрат-Хізр був похований перший Президент Узбекистану Карімов Іслам Абдуганійович. Незабаром після похорону в Головному управлінні з охорони та використання об'єктів культурної спадщини при Міністерстві культури Узбекистану почалося проєктування мавзолею над його могилою. Складність проекту полягала в тому, що мечеть Хазрат-Хізр знаходиться під патронатом ЮНЕСКО. Тому потрібно було зв'язати дві різночасові будови єдиним архітектурним стилем, але й зберегти історичний вигляд об'єкту всесвітньої спадщини.
У будівництві мавзолею брало участь близько 2000 чоловік, в тому числі майстри-декоратори з Індії. Закінчити роботи планувалося до вересня 2017 року, але в останній момент відкриття мавзолею було вирішено приурочити до 80-річчя від дня народження Іслама Карімова. 30 січня 2018 року мавзолей урочисто відкрили, а першим його відвідувачем став чинний Президент Узбекистану Шавкат Мірзійоєв.

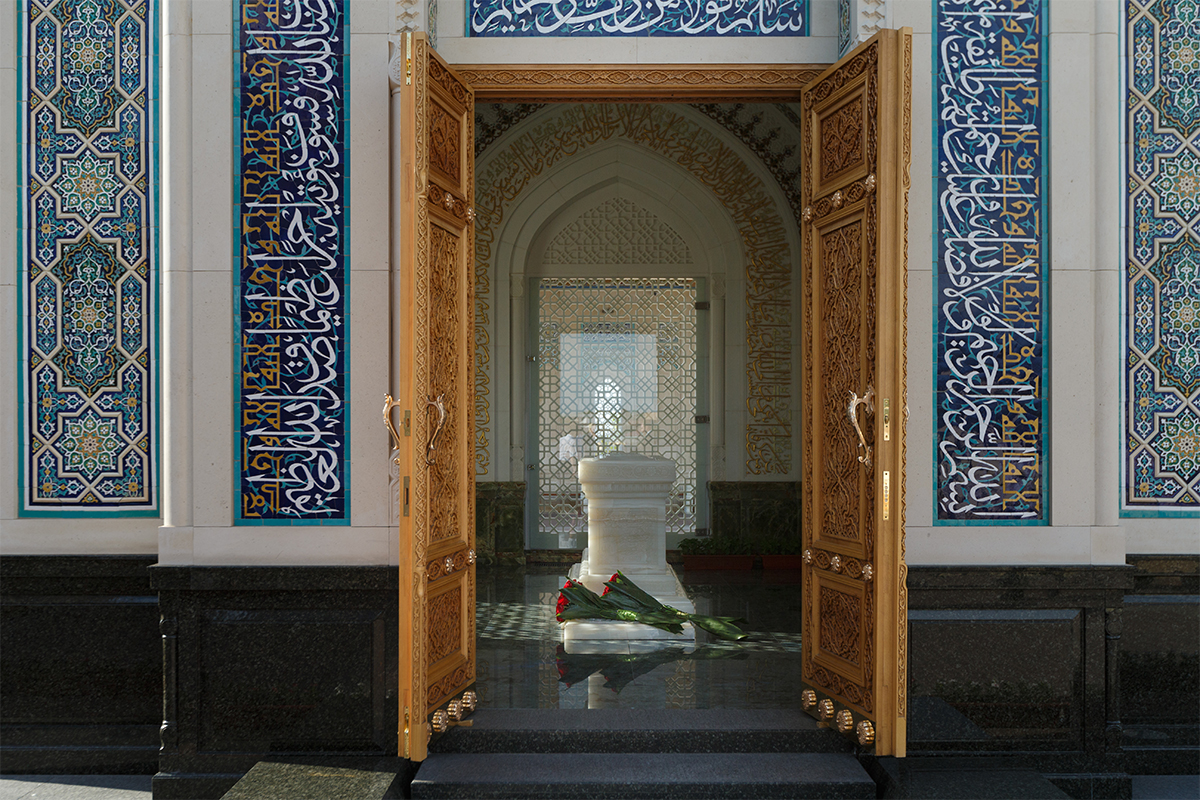
Сагана над могилою Іслама Карімова

Усипальниця першого Президента Узбекистану складається з двох частин — традиційного айвану й самого мавзолею, який є однобанною спорудою центричної композиції, загальною висотою 7,55 метрів. Споруду виготовлено з білого мармуру, прикрашеного багатобарвною об'ємною рельєфною майолікою. Цокольна частина мавзолею виготовлена з темно-зеленого мармуру, а верхня частина стін завершується об'ємним сталактитовим поясом з різьбленої поливної теракоти. Мавзолей перекритий куполом, який лежить на арочних вітрилах і світловому барабані. Зовні купол покритий керамічною плиткою кольору теракоти. Фасади мавзолею виконані у вигляді аркових ніш. У південно-східній ніші облаштований вхід, інші ніші закриті різьбленими мармуровими панджарами.
Інтер'єр усипальниці виконаний з білого мармуру з інкрустацією кольоровим напівдорогоцінним камінням. Арки вкриті розписами в техніці «кундаль» із застосуванням сухозлітного золота. Барабан купола прикрашений сталактитовим поясом з кераміки. Нижня частина стін мавзолею облицьована світло-зеленим оніксом. Посеред мавзолею здіймається сагана з білого оніксу, навколо якої написані аяти Корану і написи з епохи Аміра Тимура і Тимуридів.
Біля входу в мавзолей встановлена мармурова плита, на якій узбецькою й англійською мовами викарбувано: «Це священне місце є вічним притулком Першого Президента Республіки Узбекистан, великого державного та політичного діяча, шановного і улюбленого сина узбецького народу Іслама Абдуганійовича Карімова».

## Нотатки
1. ↑  Гульдаста’ (з перс. kulah — «гострокінечна шапка, шолом») — в середньовічній архітектурі Средньої Азії — кутова вежа або кутова трьохчетвертна колонна циліндричного чи многогранного перерізу
2. ↑  Кирма’, Кірма′ (тюрк. kyrma) — візерунок, малюнок, виконаний у техніці інкрустації по ганчу (гіпсу). Використовується в традиційній архитектурі Середньої Азії.
3. ↑  Ганч (тюрк. ganch) — вязкий матеріал білого кольору, аналогічний гіпсу. Розповсюджений в Середній Азії (на Кавказі його називають «гажа»), його отримують обпалюванням вапнякових порід